# She Makes Me (Stormtrooper in Stilettos)
"She Makes Me (Stormtrooper in Stilettos)"—en español «Ella me hace (Stormtrooper en Stilettos)»— es la duodécima pista del disco Sheer Heart Attack lanzado en 1974 y predecesor de A Night at the Opera.
El tema fue compuesto por Brian May, quien toca la guitarra acústica y está cantado por él. Además de este tema, él compuso aquí la balada Dear Friends y Now I'm Here, entre otros.
La canción presenta una atmósfera nocturna, una melodía difusa y acordes de guitarra acústica siempre presentes. Finaliza con ruidos de coches, suspiros y lluvia que el guitarrista capturó en Nueva York. La letra habla de una historia de amor - odio, cuyo final no se conoce muy bien. Es uno de los temas más débiles del disco, pero la crítica destaca la interpretación vocal de May.